# 隠戸型給油艦
隠戸型給油艦(おんどがたきゅうゆかん)は、日本海軍の運送艦(給油艦)。

## 計画
ワシントン海軍軍縮条約締結によって主力艦建造を予定していた呉海軍工廠・横須賀海軍工廠・川崎造船所・三菱造船長崎造船所の4カ所では、仕事量の落ち込みが予想された。そのためにこれら造船所の仕事量変動を緩和させる為、大正12年度着手予定の給油船1隻、大正13年度予定2隻の建造が早められ、呉・横須賀・川崎にそれぞれ能登呂型給油艦(知床型給油艦)1隻ずつが発注された。この3隻が後に隠戸型となる。
ちなみにこの3隻の建造のみではまだ足りないため、川崎、長崎で準備されていた主力艦の材料により快速客船(後に病院船)を建造する計画もあった。これは廃案となったが、大正14年度着手予定の特務艦2隻の建造を早める事になった。川崎には敷設艦に代わって給糧艦1隻(後の「間宮」)を発注、長崎には水雷母艦1隻(後の「長鯨」)を発注した。更に同社神戸造船所での建造が決まっていた水雷母艦1隻(後の「迅鯨」)を長崎に変更している。
なお『#戦史叢書31海軍軍戦備1』では八八艦隊計画がワシントン会議により整理された大正12年度(1923年)の艦艇新造新計画に隠戸型3隻は含まれている。『日本海軍特務艦船史』では「本型は大正12年度の八八艦隊計画で3隻が建造された」としている。

## 艦型
先に建造された知床型給油艦の設計に若干の修正を加えた給油艦である。船体構造の改正とデリック設備の補強を行い、搭載機関のうち主缶に、知床型の円缶に代わって艦本式水管缶あるいは宮原式水管缶を採用した。艦型に大きな変更はなく、基本性能に違いは無い。

## 運用
低速であったため、昭和に入ってからは船舶改善助成施設や優秀船舶建造助成施設で建造された後発の民間用高速タンカー、あるいは洲埼型給油艦以降の海軍の高速給油艦に活躍の場を奪われる形となったが、それでも平時においては太平洋戦争開戦までに知床型の諸艦とともに石油輸送を合計388航海行い、概算輸送量は約300万トンに達した。開戦時に海軍が備蓄していた石油の総量は500万トンであり、単純計算では、その半分以上を知床型と隠戸型が輸送した事になる。太平洋戦争にも投入されたが、艦隊への洋上給油ではなく本土への重油輸送に主に使用された。

## 同型艦
- 隠戸 (おんど)
- 早鞆 (はやとも)
- 鳴戸 (なると)